# Клюдо
Cluedo (на английски: Cluedo), или още наречена Clue в САЩ — е настолна игра за трима до шест души, при която имитира разследване на убийство. Играта се развива на игрално поле, представляващо схема на извънградско имение. Трябва да се открие кой е убил собственика на имението. Играта е създадена през 1944 г. в Бирмингам.